# 호리모토 리쓰오
호리모토 리쓰오(일본어: 堀本 律雄, 1935년 1월 20일 ~ 2012년 1월 14일)는 일본의 전 프로 야구 선수이자 야구 지도자, 야구 해설가·평론가이다.

## 인물
오사카부 출신으로 모모야마가쿠인 고등학교와 릿쿄 대학을 졸업하고 사회인 야구팀인 닛폰 통운을 거쳐 1960년 요미우리 자이언츠에 입단, 속시원한 사이드암 투구법으로 데뷔 첫 해인 1960년 시즌에는 29승을 기록하여 센트럴 리그 신인왕과 다승왕, 최고의 투수에게 주어지는 사와무라 에이지상의 타이틀을 연거푸 차지했다. 1963년에는 다이마이 오리온스에 이적하면서 1965년 시즌 끝으로 선수 생활을 은퇴했다.
당시 1960년에 기록한 패전 성적인 18패는 호리우치 쓰네오(1975년에 기록)와 함께 지금까지 요미우리에서 활약한 투수 중에서 가장 많은 패전 숫자이다. 다만 등판 횟수도 많아 같은 해에 최다승을 기록하여 호리우치와의 최다 패전 성적과는 완전히 다른 숫자이다.
은퇴 후 다이요 웨일스·요코하마 다이요 웨일스의 2군 투수 코치, 닛폰햄 파이터스 2군 투수 코치를 역임하는 등 지도자 생활을 하는 것 외에도 TV에서의 게스트 해설이나 분카 방송·RF라디오닛폰의 야구 해설위원을 맡았고, 닛칸 겐다이의 야구 평론가로도 활동했다.
2012년 1월 14일 오전 8시 30분, 요코하마 시내의 한 병원에서 폐렴으로 사망했다. 향년 76세.

## 상세 정보

### 출신 학교
- 모모야마가쿠인 고등학교
- 릿쿄 대학

### 선수 경력
사회인 시대
- 닛폰 통운

프로팀 경력
- 요미우리 자이언츠(1960년 ~ 1962년)
- 마이니치 다이에이 오리온스·도쿄 오리온스(1963년 ~ 1965년)

### 지도자·기타 경력
- 다이요 웨일스 1군 투수 코치(1977년)
- 다이요 웨일스·요코하마 다이요 웨일스 2군 투수 코치(1978년, 1991년 ~ 1992년)
- 닛폰햄 파이터스 2군 투수 코치(1993년 ~ 1994년)
- 통이 라이온즈 투수 코치(1997년)

### 수상·타이틀 경력

#### 타이틀
- 다승왕 : 1회(1960년)

#### 수상
- 신인왕(1960년)
- 사와무라 에이지상 : 1회(1960년)
- 일본 시리즈 최우수 투수상 : 1회(1961년)

### 개인 기록
- 올스타전 출장 : 1회(1961년)[1]

### 등번호
- 20(1960년 ~ 1965년)
- 40(1977년 ~ 1978년)
- 73(1991년)
- 83(1992년)
- 72(1993년 ~ 1994년)

### 연도별 투수 성적
| 연 도      | 소 속         | 등 판 | 선 발 | 완 투 | 완 봉 | 무 4 구 | 승 리 | 패 전 | 세 이 브 | 홀 드 | 승 률 | 타 자 | 이 닝 | 피 안 타 | 피 홈 런 | 볼 넷 | 고 4 | 몸 맞 | 탈 삼 진 | 폭 투 | 보 크 | 실 점 | 자 책 점 | 평 자 책 | W H I P |
| ---------- | ------------- | ----- | ----- | ----- | ----- | ------- | ----- | ----- | -------- | ----- | ----- | ----- | ----- | -------- | -------- | ----- | ---- | ----- | -------- | ----- | ----- | ----- | -------- | -------- | ------- |
| 1960년     | 요미우리      | 69    | 35    | 26    | 3     | 2       | 29    | 18    | --       | --    | .617  | 1416  | 364.2 | 278      | 22       | 89    | 3    | 8     | 210      | 3     | 1     | 92    | 81       | 2.00     | 1.01    |
| 1961년     | 요미우리      | 40    | 25    | 7     | 2     | 0       | 11    | 12    | --       | --    | .478  | 751   | 179.1 | 156      | 15       | 73    | 7    | 5     | 93       | 1     | 0     | 68    | 62       | 3.10     | 1.28    |
| 1962년     | 요미우리      | 26    | 19    | 2     | 2     | 0       | 7     | 6     | --       | --    | .538  | 452   | 109.0 | 102      | 11       | 34    | 0    | 0     | 58       | 0     | 0     | 40    | 34       | 2.81     | 1.25    |
| 1963년     | 다이마이 도쿄 | 39    | 26    | 7     | 2     | 1       | 15    | 14    | --       | --    | .517  | 754   | 179.1 | 167      | 16       | 70    | 2    | 2     | 108      | 0     | 0     | 80    | 66       | 3.30     | 1.32    |
| 1964년     | 다이마이 도쿄 | 20    | 11    | 0     | 0     | 0       | 1     | 9     | --       | --    | .100  | 298   | 70.0  | 77       | 12       | 22    | 0    | 0     | 36       | 0     | 0     | 41    | 39       | 5.01     | 1.41    |
| 1965년     | 다이마이 도쿄 | 7     | 0     | 0     | 0     | 0       | 0     | 0     | --       | --    | ----  | 62    | 15.0  | 14       | 2        | 5     | 0    | 1     | 10       | 0     | 0     | 5     | 5        | 3.00     | 1.27    |
| 통산 : 6년 | 통산 : 6년    | 201   | 116   | 42    | 9     | 3       | 63    | 59    | --       | --    | .516  | 3733  | 917.1 | 794      | 78       | 293   | 12   | 16    | 515      | 4     | 1     | 326   | 287      | 2.82     | 1.18    |

- 굵은 글씨는 시즌 최고 성적.

## 참고 문헌
- 《일본 프로 야구 역대 명선수 명감》(고분샤, 1976년)